# Албанский кризис

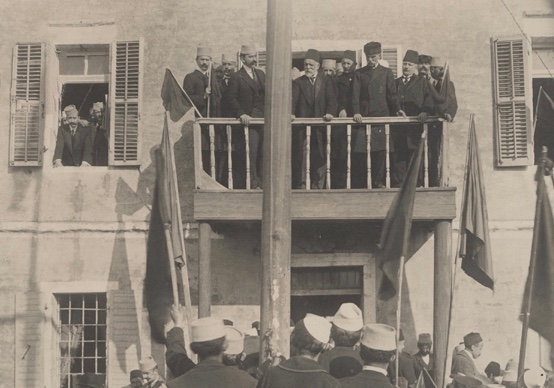
Провозглашение независимости Албании на митинге во Влёре

Алба́нский кри́зис — международный кризис, разразившийся в 1913 году из-за албанско-сербских противоречий по поводу государственной границы. В ходе кризиса в Северную Албанию были введены сербские войска, что едва не привело к началу масштабной войны.
Причиной кризиса стали последствия Первой Балканской войны и провозглашение независимости Албании. Сербия, надеявшаяся в ходе Балканской войны получить выход к морю за счёт Албании, не достигла своих целей, хотя значительно расширила свою территорию. В свою очередь провозгласившая независимость Албания не имела чётко определённых границ. Для этого великие державы создали специальную комиссию, которая должна была организовать делимитацию границ Албании с Сербией, Черногорией и Грецией.
Сербские власти, узнав о создании комиссии и возможности отторжения части завоёванных территорий, начали в октябре подготовку к вводу войск в Албанию. 14 октября Австро-Венгрия выразила свою поддержку Албании, 16 октября так же поступила Германия. 17 октября кризис обострился в связи с вступлением сербских войск на территорию Албании и их продвижением вглубь страны. В тот же день МИД Австро-Венгрии предъявил Сербии ультиматум с требованием вывести войска из Албании. На следующий день 18 октября сербское руководство во избежание войны с Австро-Венгрией отдало приказ о выводе войск с территории соседней страны.
Конфликт не был исчерпан с делимитацией албанских границ. В ходе кризиса произошло сближение Сербии с Россией, что сыграло роль в Первой мировой войне.